# Laboratorio Nacional de Nanotecnología
El Laboratorio Nacional de Nanotecnología (LNNano) es una institución brasileña de investigación en nanociencias y nanotecnología. El laboratorio fue creado en 2011 y está ubicado en el distrito de Barão Geraldo de la ciudad de Campinas, en el interior del estado de São Paulo, Brasil. LNNano forma parte del Centro Nacional de Investigación en Energía y Materiales (CNPEM) junto con otros tres laboratorios nacionales: el Laboratorio Nacional de Luz Sincrotrón (LNLS), el Laboratorio Nacional de Biociencias (LNBio) y el Laboratorio Nacional de Biorrenovables (LNBR).

## Historia
LNNano fue creado en 2011 mediante la incorporación de los laboratorios de Microscopía Electrónica (LME), de Ciencias de Superficie (LCS) y de Películas Delgadas y Microfabricación (LMF), los cuales hasta entonces estaban asociados al Laboratorio Nacional de Luz Sincrotrón. En 2012, se añadieron los laboratorios de Caracterización y Procesamiento de Metales (CPM) y de Materiales Blandos Nanoestructurados (LMN).
El 26 de junio de 2018, se inauguró un edificio especial para garantizar la estabilidad de los microscopios. El centro de microscopía de LNNano coloca al país en una posición favorable en el escenario global. Entre los presentes en la inauguración se encontraban el entonces ministro Gilberto Kassab, los miembros del CNPEM Rogério de Cerqueira Leite y Adalberto Fazzio, y el rector de la Unicamp Marcelo Knobel.

## Estructura
Actualmente, LNNano está compuesto por seis laboratorios especializados y abiertos a la comunidad científica:

### Laboratorio de Microscopía Electrónica (LME)
LME inició actividades en marzo de 1999 y actualmente cuenta con cinco microscopios electrónicos. Las áreas de investigación incluyen física de semiconductores, espintrónica, catalizadores, cerámicas, células de combustible, parasitología, y otras.

### Laboratorio de Materiales Blandos Nanoestructurados (LMN)
LMN inició actividades en 2013 y dispone de un espectrómetro fotoelectrónico X y un microtomógrafo de rayos x. Los proyectos incluyen investigación en pinturas, adhesivos, termoplásticos, elastómeros, cerámicas, petróleo, generación y almacenamiento de energía eléctrica, entre otros.

### Laboratorio de Caracterización y Procesamiento de Metales (CPM)
El grupo realiza investigaciones con técnicas de dispersión de rayos x en una estación montada en la línea de luz XRD1 del LNLS. Además, el laboratorio cuenta con equipos como un perfilómetro 3D, espectrómetros, cámaras de vacío, simuladores numéricos, y más. Las áreas de investigación incluyen metalurgia aeroespacial y automotriz, petróleo, gas natural, biocombustibles.

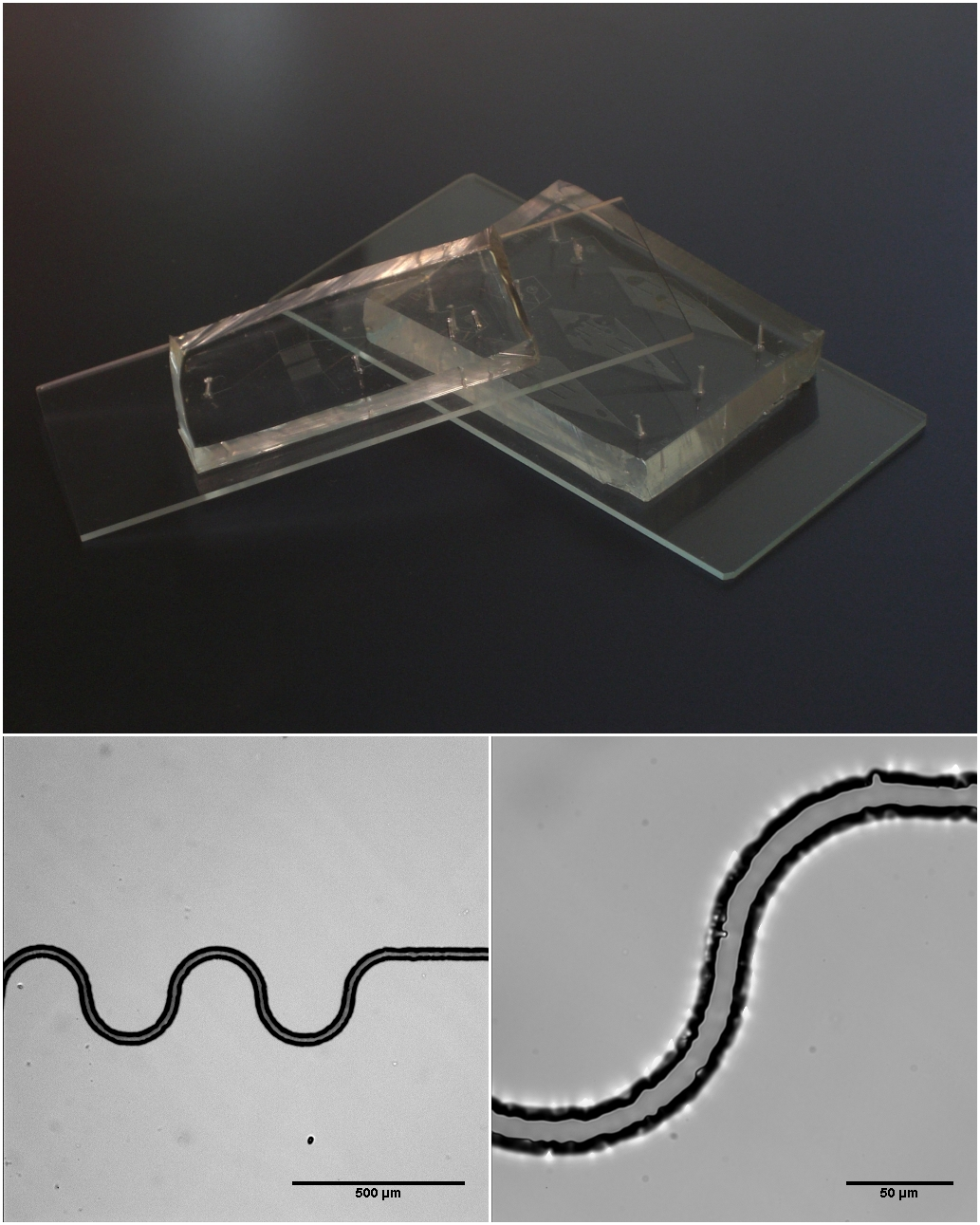
Ejemplo de dispositivo microfluídico.

### Otros
- Laboratorio de Microfabricación (LMF)
- Laboratorio de Ciencias de Superficie (LCS)
- Dispositivos y Sistemas Funcionales (DSF)[10]

## Programas de enseñanza
LNNano dispone de un conjunto único de microscopios. Para facilitar el acceso y la utilización de estos equipos por parte de la comunidad científica e industrial, LNNano ofrece cursos de corta duración, escuelas y entrenamientos teóricos y prácticos sobre las técnicas de microscopía disponibles.
- Escola de Verão em Microscopia de Transmissão (en español, Escuela de Verano en Microscopía de Transmisión) [11][12]
- Escola Brasileira em Análise de Partícula Única por Crio-microscopia Eletrônica (en español, Escuela Brasileña en Análisis de Partícula Única por Criomicroscopía Electrónica)[13]